# التدريب على التواصل
يشير تدريب التواصل أو تدريب مهارات الاتصال إلى أنواع مختلفة من التدريبات لتطوير المهارات الضرورية للاتصال ، فالاتصال الفعال أساسي للنجاح في مختلف الأوضاع . يخضع الأفراد للتدريب في مجال الاتصالات لتطوير مهارات الاتصال وتحسينها وهذا يعتمد على الأدوار المختلفة في المؤسسات .

## الغرض
من الضروري التواصل الفعال في المؤسسات مع مختلف المجموعات الفرعية والتغلب على صعوباتها .وبما أن كل مجموعة فرعية لديها ثقافة فرعية  فيمكن لمدرب التواصل الفعال مساعدة أعضاء المؤسسة على تطوير الاتصالات بين المجموعات الفرعية للمؤسسة . ومن الضروري التأكيد على أن التواصل بين الأفراد مع ثقافات فرعية مختلفة يعمل على تلبية رسالة المنظمة وأهدافها . ويمكن للتدريب في مجال الاتصالات مساعدة القادة على تطوير القدرة لفهم كيفية ارتباط الأفراد بالمجموعات الفرعية والقيام بالتدخلات المناسبة.

## أنواع مهارات التطوير
- مهارات الاستماع
- مهارات التأثير
- الاستجابة للصراع
- خدمة العميل
- مهارات تأكيد الذات
- التفاوض
- التيسير
- كتابة التقارير والأعمال التجارية والكتابة الفنية
- الخطابة والعرض الفعال
- مهارات التحدث

## الفوائد
اتصال الأعمال: فمن الممكن تطوير المهارات اللازمة لإقامة الشبكات التجارية وتعزيز المهارات الاتصالية. فهي تساعد على إيصال الرسالة  للشخص المناسب في الوقت المناسب و إدارة المهارات بفعالية وتطويرها . 
كما تمكن المرشحين من الإدارة بكفاءة والحفاظ على العلاقات الطويلة الأمد و تشكيل تحالفات جديدة و التعرف على أشخاص جدد لإقامة الاتصالات وتطوير العلاقات معهم .
اتصال الشركات: فهو مفيد في مناسبات الشركات وللمساعدة على التعامل مع المشاركين في الشركات الأخرى، إلى جانب كونها مفيدة للتعامل الروتيني.
اتصال تنفيذي وهو يركز على كيفية عقد الاجتماعات بالمساعدة في تطوير مهارات التيسير ومن خلال الاتصالات التنفيذية الاستثنائية وتدريب المرشحين على الافتتاح والإدارة وإنهاء الاجتماعات .
اتصال الأزمة: فهو يمكّن المرشحين في التواصل أثناء التعامل  مع مختلف الصعوبات وحالات الطوارئ التي يمكن أن تنشأ  من إدارة الصراع و إدارة التغيير. سيكون المرشحون مع التدريب مستعدون للتوصل إلى حلول مفيدة لحل الأزمة أو الصراع أو إحداث التغيير / وتسهيل الانتقال .
اتصال الخطابة: هو مفيد جدا لتقديم العروض  و لتطوير المهارات اللفظية حيث أنه من الممكن التعبير عن الحقائق علانية بثقة كبيرة . وهو مفيد أيضاً في المبيعات والتسويق للأفراد الذين يحتاجون للتعبير عن الأمور  بأفضل طريقة ممكنة.

## التدريب الفعال
يوجد هناك بعض النقاط الرئيسية من أجل تحقيق أقصى قدر من فوائد التعليم كالتدريب الإداري، وتحديد الجمهور، ويمكن أن يستفيد المدراء و أعضاء المؤسسة من استخدام التقنية الحديثة جداً. 
ولابد أن يكون تدريب الإدارة على أساس منتظم لتعطي ميزة لأي مؤسسة لأنه يمكنه تزويد ردود الفعل المستمرة للأفراد من أجل ضمان وظيفة جيدة ذات مكونات مختلفة للمؤسسة.فمن أمثلة تدريب الإدارة تعليمات القيادة وتعليم مهارات الاتصال.
فتحديد جمهورك، في هذه الحالة أو تنظيم المؤسسة كالشركات العائلية أو الأعمال التجارية الصغيرة أو المناسبات والجمعيات الخيرية تمكنك ببساطة من تطبيق التقنيات اللازمة للحصول على أقصى استفادة من التدريب الخاص بك وجلسات التحضير.
ومع تطور التكنولوجيا، من المهم أن تكون مطلعاً على كل جديد باستخدام جميع الوسائل الضرورية. فتقدم كلا من شبكة الإنترنت، وأجهزة الكمبيوتر و التعليم الإلكتروني رؤيا جديدة  يمكن الاستفادة منها في التدريب الفعال والاحتياجات المختلفة لمختلف الشركات. ومن المهم الحصول على ردود أفعال الأعضاء باستمرار وإعداد استراتيجيات التقدير لضمان جودة التدريب وللحفاظ على الوقت والمصادر .
1. ↑  "معلومات عن التدريب على التواصل على موقع vocabularies.unesco.org". vocabularies.unesco.org. مؤرشف من الأصل في 2020-04-03.

- باورتوك العالمية
- توست ماستر العالمية
- متحدثون رابطة الأندية